# Izzat Ghazzawi
Izzat Ghazzawi (4. prosince 1951, Deir al-Ghusoun - 4. dubna 2003, Ramallah) byl palestinský spisovatel popisující život Palestinců na Izraelem okupovaných územích. Za své aktivity byl opakovaně vězněn. V roce 2001 mu byla udělena Sacharovova cena za svobodu myšlení.